# 서울특별시의 유형문화유산 (2010년대)
서울특별시 유형문화유산은 시도지정문화유산 중에서 서울특별시에 있는 유산을 의미한다.

## 지정 목록

### 2010년~2014년 지정
| 번호    | 사진 | 명칭                                                                                    | 소재지                                                 | 관리자 (단체)          | 지정일                                                       | 참조 |
| 295호   |      | 사복시 살곶이 목장지도 (司僕寺箭串牧場圖)                                               | 서울 동대문구 전농동 시립대길 13 서울시립대박물관      | 서울특별시             | 2010년 2월 11일 지정                                         | ,    |
| 296호   |      | 수선전도 (首善全圖)                                                                     | 서울 서대문구 신촌동 134 연세대박물관                  | 연세대                 | 2010년 2월 11일 지정                                         |      |
| 297호   |      | 도성대지도 (都城大地圖)                                                                 | 서울 종로구 새문안길 50 서울역사박물관                 | 서울특별시             | 2010년 2월 11일 지정                                         | ,    |
| 298호   |      | 수선총도 (首善總圖)                                                                     | 서울 종로구 새문안길 50 서울역사박물관                 | 서울특별시             | 2010년 2월 11일 지정                                         | ,    |
| 299호   |      | 망우동지 (忘憂洞誌)                                                                     | 서울 종로구 새문안길 50 서울역사박물관                 | 서울특별시             | 2010년 2월 11일 지정                                         |      |
| 300호   |      | 훈도방주자동지 (薰陶坊鑄字洞誌)                                                         | 서울 종로구 새문안길 50 서울역사박물관                 | 서울특별시             | 2010년 2월 11일 지정                                         | ,    |
| 301호   |      | 북한지 (北漢誌)                                                                         | 서울 종로구 새문안길 50 서울역사박물관                 | 서울특별시             | 2010년 2월 11일 지정                                         | ,    |
| 302호   |      | 삼강행실도 (三綱行實圖)                                                                 | 서울 강남구 역삼동 736-1 한솔제지                      | 선우영석               | 2010년 2월 11일 지정                                         | ,    |
| 303호   |      | 수문장계회도 (守門將契會圖)                                                             | 서울 노원구 공릉2동                                    | 육군박물관             | 2010년 6월 17일 지정                                         | ,    |
| 304호   |      | 장양공정토시전부호도 (壯襄公征討時錢部胡圖)                                             | 서울 노원구 공릉2동 77호 육군사관학교                  | 육군박물관             | 2010년 6월 17일 지정                                         | ,    |
| 305호   |      | 대사례도 (大射禮圖)                                                                     | 서울 서대문구 성산로 262 학교법인 연세대학교           | 연세대박물관           | 2010년 6월 17일 지정                                         | ,    |
| 306호   |      | 신축진연도병 (辛丑進宴圖屛)                                                             | 서울 서대문구 성산로 262 학교법인 연세대학교           | 연세대박물관           | 2010년 6월 17일 지정                                         | ,    |
| 307호   |      | 왕세자입학도첩 (王世子入學圖帖)                                                         | 서울 성북구 안암동 학교법인 고려중앙학원               | 고려대학교 중앙도서관  | 2010년 6월 17일 지정                                         | ,    |
| 308호   |      | 계미동경소진첩 (癸未同庚小眞帖)                                                         | 서울 성북구 안암동 학교법인 고려중앙학원               | 고려대학교 중앙도서관  | 2010년 6월 17일 지정                                         | ,    |
| 309호   |      | 괴원성회록 (槐園盛會錄)                                                                 | 서울 성북구 안암동 학교법인 고려중앙학원               | 고려대학교 중앙도서관  | 2010년 6월 17일 지정                                         | ,    |
| 310호   |      | 해동제국기 (海東諸國紀)                                                                 | 서울 서초구                                            | 홍명순                 | 2010년 10월 7일 지정                                         |      |
| 311호   |      | 백자청화영빈이씨 묘지·명기 및 석함 (白磁靑華暎嬪李氏 墓誌·明器 及 石函)                 | 서울 서대문구 성산로 262 연세대학교                    | 연세대박물관           | 2010년 10월 7일 지정                                         |      |
| 312호   |      | 백자 동묘치성병 명병 (白磁 東廟致誠甁 銘甁)                                             | 서울 종로구 새문안길 50 서울역사박물관                 | 서울역사박물관         | 2010년 10월 7일 지정                                         |      |
| 313호   |      | 윤산군이탁 백자음각묘지 (輪山君李濯 白磁陰刻墓誌)                                       | 서울 종로구 평창동 273-1                               | 화정박물관             | 2011년 1월 13일 지정                                         |      |
| 314호   |      | 백자청화산수문호 (白磁靑華山水紋壺)                                                     | 서울 종로구 새문안길 150 서울역사박물관                | 서울역사박물관         | 2011년 1월 13일 지정                                         |      |
| 315호   |      | 진관동 석 보살입상 (津寬洞 石 菩薩立像)                                                 | 서울 은평구 진관동 산100-35                            | SH공사                 | 2011년 1월 13일 지정                                         |      |
| 316호   |      | 홍재전서 (弘齋全書)                                                                     | 서울 종로구 새문안길 50 서울역사박물관                 | 서울특별시             | 2011년 9월 8일 지정                                          |      |
| 317호   |      | 인천안목 권상 (人天眼目 卷上)                                                           | 서울 종로구 새문안길 50 서울역사박물관                 | 서울특별시             | 2011년 9월 8일 지정                                          |      |
| 318호   |      | 수륙무차평등재의촬요 (水陸無遮平等齋儀撮要)                                             | 서울 종로구 새문안길 50 서울역사박물관                 | 서울특별시             | 2011년 9월 8일 지정                                          |      |
| 319호   |      | 선종유심결 등 합철 (禪宗唯心訣 等 合綴)                                                 | 서울 강남구                                            | 이현정                 | 2011년 9월 8일 지정                                          |      |
| 320호   |      | 법장사 아미타괘불도 및 복장유물 (法藏寺 阿彌陀掛佛圖 및 腹藏遺物)                       | 서울 중랑구 묵1동 25-4 대한불교조계종 법장사           | 법장사                 | 2011년 9월 8일 지정                                          |      |
| 320-1호 |      | 법장사 아미타괘불도                                                                     | 서울 중랑구 묵1동 25-4 대한불교조계종 법장사           | 법장사                 | 2011년 9월 8일 지정                                          |      |
| 320-2호 |      | 복장주머니                                                                              | 서울 중랑구 묵1동 25-4 대한불교조계종 법장사           | 법장사                 | 2011년 9월 8일 지정                                          |      |
| 320-3호 |      | 발원문                                                                                  | 서울 중랑구 묵1동 25-4 대한불교조계종 법장사           | 법장사                 | 2011년 9월 8일 지정                                          |      |
| 320-4호 |      | 약초, 오곡, 오향, 광물                                                                  | 서울 중랑구 묵1동 25-4 대한불교조계종 법장사           | 법장사                 | 2011년 9월 8일 지정                                          |      |
| 320-5호 |      | 일체여래전신사리보협진언                                                                | 서울 중랑구 묵1동 25-4 대한불교조계종 법장사           | 법장사                 | 2011년 9월 8일 지정                                          |      |
| 321호   |      | 관음사 석조보살좌상 (觀音寺 石造菩薩坐像)                                               | 서울특별시 관악구 남현동 519-3, 대한불교 조계종 관음사 | 관음사                 | 2011년 11월 24일 지정                                        |      |
| 322호   |      | 예념미타도량참법 권1~10                                                                 | 서울특별시 노원구 중계동 산102-28 정암사               | 정암사                 | 2011년 11월 24일 지정                                        |      |
| 323호   |      | 수륙무차평등재의촬요 (水陸無遮平等齋儀撮要)                                             | 서울 은평구 진관동 354                                 | 진관사                 | 2012년 3월 22일 지정                                         |      |
| 324호   |      | 고봉화상선요 (高峰和尙禪要)                                                             | 서울 서대문구 창천동 116-5                             | 성룡사                 | 2012년 3월 22일 지정                                         |      |
| 325호   |      | 치문경훈 권하 (緇門警訓 卷下)                                                           | 서울 서대문구 창천동 116-5                             | .                      | 2012년 3월 22일 지정                                         |      |
| 326호   |      | 선원제전집도서 (禪源諸詮集都序)                                                         | 서울 서대문구 창천동 116-5                             | .                      | 2012년 3월 22일 지정                                         |      |
| 327호   |      | 지장암 명부전 목조지장보살좌상 및 복장유물 (地藏庵 冥府殿 木造地藏菩薩坐像 및 服藏遺物) | 서울 종로구 창신동 626-3 지장암                        | .                      | 2012년 3월 22일 지정                                         |      |
| 328호   |      | 지장암 석조천불좌상 및 복장유물 (地藏庵 石造千佛坐像 및 服藏遺物)                       | 서울 종로구 창신동 626-3 지장암                        | .                      | 2012년 3월 22일 지정                                         |      |
| 329호   |      | 지장암 석조가섭아난입상 및 복장유물 (地藏庵 石造迦葉阿難立像 및 服藏遺物)               | 서울 종로구 창신동 626-3 지장암                        | .                      | 2012년 3월 22일 지정                                         |      |
| 330호   |      | 지장암 대웅전 목조석가여래좌상 및 복장유물 (地藏庵 大雄殿 木造釋迦如來坐像 및 服藏遺物) | 서울 종로구 창신동 626-3 지장암                        | .                      | 2012년 3월 22일 지정                                         |      |
| 331호   |      | 지장암 목조석가여래좌상 및 복장유물 (地藏庵 木造釋迦如來坐像 및 服藏遺物)               | 서울 종로구 창신동 626-3 지장암                        | .                      | 2012년 3월 22일 지정                                         |      |
| 332호   |      | 지장암 목조관음보살좌상 및 복장유물 (地藏庵 木造觀音菩薩坐像 및 服藏遺物)               | 서울 종로구 창신동 626-3 지장암                        | .                      | 2012년 3월 22일 지정                                         |      |
| 333호   |      | 지장암 목조관음지장보살좌상 및 복장유물 (地藏庵 木造觀音地藏菩薩坐像 및 服藏遺物)       | 서울 종로구 창신동 626-3 지장암                        | .                      | 2012년 3월 22일 지정                                         |      |
| 334호   |      | 지장암 자수아미타삼존괘불도 및 복장유물 (地藏庵 刺繡阿彌陀三尊掛佛圖 및 服藏遺物)       | 서울 종로구 창신동 626-3 지장암                        | 주지 정철              | 2012년 5월 3일 지정                                          |      |
| 335호   |      | 지장암 자수지장보살도 (地藏庵 刺繡地藏菩薩圖)                                           | 서울 종로구 창신동 626-3 지장암                        | 주지 정철              | 2012년 5월 3일 지정                                          |      |
| 336호   |      | 학림사 석조약사여래삼불좌상 및 복장유물 (鶴林寺 石造藥師如來三佛坐像 및 服藏遺物)       | 서울 노원구 상계 3·4동 산1번지 학림사                  | 대한불교조계종 학림사  | 2012년 5월 3일 지정                                          |      |
| 337호   |      | 심곡사 목조보살좌상 (深谷寺 木造菩薩坐像)                                               | 서울 성북구 정릉3동 산1-1 심곡사                       | 대한불교조계종 심곡사  | 2012년 5월 3일 지정                                          |      |
| 338호   |      | 불설입무분별법문경 (佛說入無分別法門經)                                                 | 서울 관악구 남부순환로 152길 53                        | 성보문화재단           | 2012년 9월 13일 지정                                         |      |
| 339호   |      | 불설불모출생삼법장반야바라밀다경 권9 (佛說佛母出生三法藏般若波羅蜜多經 卷九)            | 서울 관악구 남부순환로 152길 53                        | 성보문화재단           | 2012년 9월 13일 지정                                         |      |
| 340호   |      | 공자행단현가도 (孔子杏壇絃歌圖)                                                         | 서울 영등포구                                          | 신화수                 | 2012년 9월 13일 지정, 2016년 6월 9일 해제, 경기지역으로 반출 |      |
| 341호   |      | 보각사 목조여래좌상 (寶覺寺 木造如來坐像)                                               | 서울 종로구 평창동 540-9                               | 보각사                 | 2012년 11월 1일                                              |      |
| 342호   |      | 연화사 아미타불괘불도 (蓮花寺 阿彌陀掛佛圖)                                             | 서울 동대문구 회기동 109-1 대한불교조계종 연화사       | 연화사                 | 2013년 3월 7일                                               |      |
| 343호   |      | 연화사 칠성도 (蓮花寺 七星圖)                                                           | 서울 동대문구 회기동 109-1 대한불교조계종 연화사       | 연화사                 | 2012년 11월 1일                                              |      |
| 344호   |      | 연화사 천수관음도 (蓮花寺 千手觀音圖)                                                   | 서울 동대문구 회기동 109-1                             | 연화사                 | 2013년 3월 7일 지정                                          |      |
| 345호   |      | 연화사 신중도 (蓮花寺 神衆圖)                                                           | 서울 동대문구 회기동 109-1                             | 연화사                 | 2013년 3월 7일 지정                                          |      |
| 346호   |      | 연화사 지장시왕도 (蓮花寺 地藏十王圖蓮)                                                 | 서울 동대문구 회기동 109-1                             | 연화사                 | 2013년 3월 7일 지정                                          |      |
| 347호   |      | 천축사 목조석가삼존불 (天竺寺 木彫釋迦三尊佛)                                           | 서울 도봉구 도봉동 549번지                             | 천축사                 | 2013년 5월 23일 지정                                         |      |
| 348호   |      | 연복사탑중창비 (演福寺塔重創碑)                                                         | 서울 용산구 한강로 3가 40-1010                         | 코레일                 | 2013년 5월 23일 지정                                         |      |
| 349호   |      | 도봉사치성광여래삼존도                                                                  | 서울 도봉구 도봉동 494-2                               | 대한불교 대승종 도봉사 | 2013년 9월 26일 지정                                         |      |
| 350호   |      | 석굴암 천룡도                                                                           | 서울 도봉부 도봉1동 산 29-1                            | 대한불교조계종 석굴암  | 2013년 12월 26일 지정                                        |      |
| 351호   |      | 봉국사 아미타괘불도                                                                     | 서울 성북구 정릉2동 637                                | 봉국사                 | 2013년 12월 26일 지정                                        |      |
| 352호   |      | 봉국사 지장시왕도                                                                       | 서울 성북구 정릉2동 637                                | 봉국사                 | 2013년 12월 26일 지정                                        |      |
| 353호   |      | 봉국사 명부전 시왕도 및 사자도                                                          | 서울 성북구 정릉2동 637                                | 봉국사                 | 2013년 12월 26일 지정                                        |      |
| 354호   |      | 봉국사 목조석가여래좌상                                                                 | 서울 성북구 정릉2동 637                                | 봉국사                 | 2013년 12월 26일 지정                                        |      |
| 355호   |      | 봉국사 석조지장삼존상과 시왕상 및 권속                                                  | 서울 성북구 정릉2동 637                                | 봉국사                 | 2013년 12월 26일 지정                                        |      |
| 356호   |      | 양헌수 병인양요 관련 문적                                                               | 서울 용산구 이태원로 29                                | 전쟁기념관             | 2013년 12월 26일 지정                                        |      |
| 356-1호 |      | 병인일기                                                                                | 서울 용산구 이태원로 29                                | 전쟁기념관             | 2013년 12월 26일 지정                                        |      |
| 356-2호 |      | 정족산성접전사실                                                                        | 서울 용산구 이태원로 29                                | 전쟁기념관             | 2013년 12월 26일 지정                                        |      |
| 356-3호 |      | 하거집                                                                                  | 서울 용산구 이태원로 29                                | 전쟁기념관             | 2013년 12월 26일 지정                                        |      |
| 357호   |      | 정태제묘 출토 전적류 일괄                                                               | 서울 광진구                                            | 정재열                 | 2014년 7월 3일 지정                                          |      |
| 358호   |      | 미타사 아미타후불도                                                                     | 서울 성북구                                            | 미타사                 | 2014년 7월 3일 지정                                          |      |
| 359호   |      | 미타사 지장시왕도                                                                       | 서울 성북구                                            | 미타사                 | 2014년 7월 3일 지정                                          |      |
| 360호   |      | 미타사 신중도                                                                           | 서울 성북구                                            | 미타사                 | 2014년 7월 3일 지정                                          |      |
| 361호   |      | 미타사 칠성도                                                                           | 서울 성북구                                            | 미타사                 | 2014년 7월 3일 지정                                          |      |
| 362호   |      | 미타사 백의관음도                                                                       | 서울 성북구                                            | 미타사                 | 2014년 7월 3일 지정                                          |      |
| 363호   |      | 봉원사 아미타괘불도                                                                     | 서울 서대문구                                          | 봉원사                 | 2014년 7월 3일 지정                                          |      |
| 364호   |      | 봉원사 범종                                                                             | 서울 서대문구                                          | 봉원사                 | 2014년 7월 3일 지정                                          |      |
| 365호   |      | 동관왕묘 소장유물 일괄                                                                  | 서울 종로구                                            | 동관왕묘               | 2014년 7월 3일 지정                                          |      |
| 366호   |      | 천축사 목조불단 (天竺寺 木造佛壇)                                                       | 불교중앙박물관 수장고                                  | 천축사                 | 2014년 9월 25일 지정                                         |      |

### 2015년~2019년 지정
| 번호    | 사진 | 명칭                                                                                      | 소재지                                          | 관리자 (단체)                 | 지정일                | 참조                             |
| 367호   |      | 흥천사 아미타불도 ()                                                                      | 서울 성북구 흥천사길29                          | 흥천사                        | 2015년 1월 15일 지정  | ,                                |
| 368호   |      | 흥천사 지장시왕도                                                                         | 서울 성북구 흥천사길29                          | 흥천사                        | 2015년 1월 15일 지정  | ,                                |
| 369호   |      | 반야암 목조관음보살좌상                                                                   | 서울 서대문구 봉원동 30번지                     | 반야암                        | 2015년 1월 15일 지정  | ,                                |
| 370호   |      | 반야암 목조석가여래좌상                                                                   | 서울 서대문구 봉원동 30번지                     | 반야암                        | 2015년 1월 15일 지정  | ,                                |
| 371호   |      | 반야암 석조보살좌상                                                                       | 서울 서대문구 봉원동 30번지                     | 반야암                        | 2015년 1월 15일 지정  | ,                                |
| 372호   |      | 흥천사 바로자나삼신괘불도 및 괘불함                                                       | 서울 성북구 흥천사길 29                         | 흥천사                        | 2015년 4월 23일 지정  |                                  |
| 373호   |      | 양아록 (養兒錄)                                                                           | 서울 성북구 보문동6가 289                       | 이택진                        | 2015년 4월 23일 지정  |                                  |
| 374호   |      | 육조대사법보단경(언해) 권상 (六祖大師法寶壇經(諺解) 卷上)                                 | 서울 성북구 동소문동4가 한신휴아파트            | 임홍재                        | 2015년 4월 23일 지정  |                                  |
| 375호   |      | 묘법연화경 권1∼3 ((妙法蓮華經 卷一∼三)                                                    | 서울 은평구 은평로 20 나길 5-23                 | 심택사                        | 2015년 6월 18일 지정  |                                  |
| 376호   |      | 선종영가집(언해) (禪宗永嘉集(諺解))                                                       | 서울 관악구 남부순환로 152길 53 호림박물관      | 성보문화재단                  | 2015년 6월 18일 지정  |                                  |
| 377호   |      | 감지금니묘법연화경 권1 (紺紙金泥妙法蓮華經 卷一)                                          | 서울 관악구 남부순환로 152길 53 호림박물관      | 성보문화재단                  | 2015년 6월 18일 지정  |                                  |
| 378호   |      | 최북필 단구승유도 (崔北筆 丹丘勝遊圖)                                                     | 서울 종로구 인사동                              | 이호현                        | 2015년 12월 10일 지정 |                                  |
| 379호   |      | 흥천사 대방광원각수다라요의경판 (興天寺 大方廣圓覺修多羅了義經板)                         | 서울 종로구 흥천사길 29 (돈암동, 흥천사)        | 흥천사                        | 2016년 2월 18일 지정  |                                  |
| 380호   |      | 흥천사 현왕도 (興天寺 現王圖)                                                             | 서울 종로구 흥천사길 29 (돈암동, 흥천사)        | 흥천사                        | 2016년 4월 7일 지정   |                                  |
| 381호   |      | 백상정사 신중도 (白象精舍 神衆圖)                                                         | 서울 종로구 계동길 115-6(계동, 백상정사)        | 백상정사                      | 2016년 4월 7일 지정   |                                  |
| 382호   |      | 의령남씨가전화첩 (宜寧南氏家傳畵帖)                                                       | 서울 마포구 와우산로 94 (상수동, 홍익대학교)    | 홍익대학교                    | 2016년 4월 7일 지정   |                                  |
| 383호   |      | 도안사 은선묘아미타삼존도 (度岸寺 銀線描阿彌陀三尊圖)                                     | 서울 노원구 덕릉로145길 99 (상계동, 도안사)     | 도안사                        | 2016년 8월 4일 지정   |                                  |
| 384호   |      | 백자 청화운현명만자문병 (白磁靑畵雲峴銘卍字文甁)                                          | 서울 종로구 우정국로 45-14 (수송동, 송암미술관) | 송암문화재단                  | 2016년 8월 4일 지정   |                                  |
| 385호   |      | 화계사 목조관음보살좌상 및 복장유물 (華溪寺 木造觀音菩薩坐像 및 腹藏遺物)                 | 서울 강북구 화계사길 117 (수유동, 화계사)       | 화계사                        | 2016년 8월 4일 지정   |                                  |
| 386호   |      | 화계사 아미타괘불도 및 오여래도 (華溪寺 阿彌陀掛佛圖 및 五如來圖)                         | 서울 강북구 화계사길 117 (수유동, 화계사)       | 화계사                        | 2016년 8월 4일 지정   |                                  |
| 387호   |      | 화계사 천수천안관음변상판 (華溪寺 千手千眼觀音變相板)                                     | 서울 강북구 화계사길 117 (수유동, 화계사)       | 화계사                        | 2016년 8월 4일 지정   |                                  |
| 388호   |      | 화계사 탑다라니판 (華溪寺 塔陀羅尼板)                                                     | 서울 강북구 화계사길 117 (수유동, 화계사)       | 화계사                        | 2016년 8월 4일 지정   |                                  |
| 389호   |      | 화계사 아미타후불도 (華溪寺 阿彌陀後佛圖)                                                 | 서울 강북구 화계사길 117 (수유동, 화계사)       | 화계사                        | 2016년 8월 4일 지정   |                                  |
| 390호   |      | 화계사 명부전 지장보살도 (華溪寺 冥府殿 地藏菩薩圖)                                       | 서울 강북구 화계사길 117 (수유동, 화계사)       | 화계사                        | 2016년 8월 4일 지정   |                                  |
| 391호   |      | 화계사 명부전 십대왕도 (華溪寺 冥府殿 十大王圖)                                           | 서울 강북구 화계사길 117 (수유동, 화계사)       | 화계사                        | 2016년 8월 4일 지정   |                                  |
| 392호   |      | 화계사 명부전 시왕도 및 사자도 (華溪寺 冥府殿 十王圖 및 使者圖)                           | 서울 강북구 화계사길 117 (수유동, 화계사)       | 화계사                        | 2016년 8월 4일 지정   |                                  |
| 393호   | .    | 수륙무차평등재의촬요 (水陸無遮平等齋儀撮要)                                               | 서울 중랑구 묵동                                | 법장사                        | 2016년 10월 6일 지정  |                                  |
| 394호   | .    | 현수제승법수 (賢首諸乘法數)                                                               | 서울 중랑구 묵동                                | 법장사                        | 2016년 10월 6일 지정  |                                  |
| 395호   | .    | 독곡집 권상 (獨谷集 卷上)                                                                 | 서울 서대문구 홍은동 포방터 4안길               | 김보경                        | 2016년 10월 6일 지정  |                                  |
| 396호   | .    | 도선사 석조관음보살좌상 (道詵寺 石造觀音菩薩坐像)                                         | 서울 강북구 삼양로173길 504                     | 이정재                        | 2016년 12월 8일 지정  |                                  |
| 397호   | .    | 보재존자삼종가 (普濟尊者三種歌)                                                           | 서울 서초구 나루터로                            | 최현                          | 2016년 12월 8일 지정  |                                  |
| 398호   | .    | 대혜보각선사서 (大慧普覺禪師書)                                                           | 서울 서초구 원지동 441 천개사                   | 재단법인 선학원               | 2016년 12월 8일 지정  |                                  |
| 399호   |      | 마하연 제석천룡도 (摩訶衍 帝釋天龍圖)                                                     | 서울 강동구 양재대로128길 53로                  | 박근태                        | 2017년 1월 26일 지정  | ,                                |
| 400호   |      | 대반야바라밀다경 권534 (大般若波羅蜜多經 券534)                                           | 서울 서초구 나루터로 4길 28                     | 최현                          | 2017년 4월 13일 지정  | ,                                |
| 401호   |      | 백자양각 재명 매죽문 선형필세필가 (白磁陽刻 在銘 梅竹文 扇形筆洗筆架)                     | 서울 이화여대 박물관                            | 이화여대                      | 2017년 4월 13일 지정  | ,                                |
| 402호   |      | 백자청화 칠보화훼문 사각병 (白磁靑畵 七寶花卉文 四角甁)                                   | 서울 이화여대 박물관                            | 이화여대                      | 2017년 4월 13일 지정  | ,                                |
| 403호   |      | 성제묘 무신도 (聖帝廟 巫神圖)                                                             | 서울 중구 방산동 4-96 성제묘                    | 서울시                        | 2017년 4월 13일 지정  | ,                                |
| 404호   |      | 장충동 관성묘 무신도 (奬忠洞 關聖廟 巫神圖)                                               | 서울역사박물관                                  | 서울시                        | 2017년 4월 13일 지정  | ,                                |
| 405호   |      | 흥천사 극락보전 극락구품도 (興天寺 極樂寶殿 極樂九品圖)                                   | 서울 성북구 흥천사길 29(돈암동) 흥천사          | 대한불교조계종 흥천사         | 2017년 6월 8일 지정   | ,                                |
| 406호   |      | 흥천사 극락보전 도량신도 (興天寺 極樂寶殿 道場神圖)                                       | 서울 성북구 흥천사길 29(돈암동) 흥천사          | 대한불교조계종 흥천사         | 2017년 6월 8일 지정   | ,                                |
| 407호   |      | 흥천사 극락보전 신중도 (興天寺 極樂寶殿 神衆圖)                                           | 서울 성북구 흥천사길 29(돈암동) 흥천사          | 대한불교조계종 흥천사         | 2017년 6월 8일 지정   | ,                                |
| 408호   |      | 흥천사 천룡도 (興天寺 天龍圖)                                                             | 서울 성북구 흥천사길 29(돈암동) 흥천사          | 대한불교조계종 흥천사         | 2017년 6월 8일 지정   | ,                                |
| 409호   |      | 흥천사 만세루 아미타불회도 (興天寺 萬歲樓 阿彌陀佛會圖)                                   | 서울 성북구 흥천사길 29(돈암동) 흥천사          | 대한불교조계종 흥천사         | 2017년 6월 8일 지정   | ,                                |
| 410호   |      | 흥천사 만세루 신중도 (興天寺 萬歲樓 神衆圖)                                               | 서울 성북구 흥천사길 29(돈암동) 흥천사          | 대한불교조계종 흥천사         | 2017년 6월 8일 지정   | ,                                |
| 411호   |      | 흥천사 만세루 제석천도 (興天寺 萬歲樓 帝釋天圖)                                           | 서울 성북구 흥천사길 29(돈암동) 흥천사          | 대한불교조계종 흥천사         | 2017년 6월 8일 지정   | ,                                |
| 412호   |      | 흥천사 도량장엄번 (興天寺 道場裝嚴幡)                                                     | 서울 성북구 흥천사길 29(돈암동) 흥천사          | 대한불교조계종 흥천사         | 2017년 6월 8일 지정   | ,                                |
| 413호   |      | 흥천사 목조여래좌상 (興天寺 木造如來坐像)                                                 | 서울 성북구 흥천사길 29(돈암동) 흥천사          | 대한불교조계종 흥천사         | 2017년 6월 8일 지정   | ,                                |
| 414호   |      | 흥천사 목조보살좌상 (興天寺 木造菩薩坐像)                                                 | 서울 성북구 흥천사길 29(돈암동) 흥천사          | 대한불교조계종 흥천사         | 2017년 6월 8일 지정   | ,                                |
| 415호   |      | 흥천사 명부전 석조지장삼존상 및 시왕상 일괄 (興天寺 冥府殿 石造地藏三尊像 및 十王像 一括) | 서울 성북구 흥천사길 29(돈암동) 흥천사          | 대한불교조계종 흥천사         | 2017년 6월 8일 지정   | ,                                |
| 415-1호 |      | 석조지장보살좌상 (石造地藏菩薩坐像)                                                       | 서울 성북구 흥천사길 29(돈암동) 흥천사          | 대한불교조계종 흥천사         | 2017년 6월 8일 지정   | ,                                |
| 415-2호 |      | 석조무독귀왕상 (石造無毒鬼王像)                                                           | 서울 성북구 흥천사길 29(돈암동) 흥천사          | 대한불교조계종 흥천사         | 2017년 6월 8일 지정   | ,                                |
| 415-3호 |      | 석조도명존자상 (石造道明尊者像)                                                           | 서울 성북구 흥천사길 29(돈암동) 흥천사          | 대한불교조계종 흥천사         | 2017년 6월 8일 지정   | ,                                |
| 415-4호 |      | 시왕상 (十王像)                                                                           | 서울 성북구 흥천사길 29(돈암동) 흥천사          | 대한불교조계종 흥천사         | 2017년 6월 8일 지정   | ,                                |
| 415-5호 |      | 귀왕상 (鬼王像)                                                                           | 서울 성북구 흥천사길 29(돈암동) 흥천사          | 대한불교조계종 흥천사         | 2017년 6월 8일 지정   | ,                                |
| 415-6호 |      | 판관상 (判官像)                                                                           | 서울 성북구 흥천사길 29(돈암동) 흥천사          | 대한불교조계종 흥천사         | 2017년 6월 8일 지정   | ,                                |
| 415-7호 |      | 사자상 (使者像)                                                                           | 서울 성북구 흥천사길 29(돈암동) 흥천사          | 대한불교조계종 흥천사         | 2017년 6월 8일 지정   | ,                                |
| 415-8호 |      | 금강역사상 (金剛力士像)                                                                   | 서울 성북구 흥천사길 29(돈암동) 흥천사          | 대한불교조계종 흥천사         | 2017년 6월 8일 지정   | ,                                |
| 415-9호 |      | 동자상 (童子像)                                                                           | 서울 성북구 흥천사길 29(돈암동) 흥천사          | 대한불교조계종 흥천사         | 2017년 6월 8일 지정   | ,                                |
| 416호   |      | 흥천사 목조관음보살삼존상 및 복장유물 (興天寺 木造觀音菩薩三尊像 및 腹藏遺物)             | 서울 성북구 흥천사길 29(돈암동) 흥천사          | 대한불교조계종 흥천사         | 2017년 8월 10일 지정  | ,                                |
| 417호   |      | 미타사 금보암 금동관음보살좌상 (彌陀寺 金寶庵 金銅觀音菩薩坐像)                           | 서울 성동구 독서당로40길 21 미타사 금보암       | 대한불교조계종 미타사         | 2017년 10월 12일 지정 | ,                                |
| 418호   |      | 용암사 현왕도 (龍巖寺 現王圖)                                                             | 서울 서대문구 봉원사로 107                      | 용암사                        | 2017년 10월 12일 지정 | ,                                |
| 419호   |      | 조문명 초상 (趙文命 肖像)                                                                 | 서울 서대문구 이화여대길 52                     | 이화여대 박물관               | 2017년 12월 7일 지정  | ,                                |
| 420호   |      | 해학반도도 병풍 (海鶴蟠桃圖 屛風)                                                         | 서울 서대문구 이화여대길 52                     | 이화여대 박물관               | 2017년 12월 7일 지정  | ,                                |
| 421호   |      | 김홍도 필 매해파행도 (金弘道 筆 賣醢婆行圖)                                               | 서울 서대문구 이화여대길 52                     | 이화여대 박물관               | 2017년 12월 7일 지정  | ,                                |
| 422호   |      | 고봉화상선요 (高峰和尙禪要)                                                               | 서울 중랑구 숙선옹주로 69                       | 대한불교조계종 법장사         | 2018년 2월 19일 지정  | ,                                |
| 423호   |      | 흥천사 시왕도 (興天寺 十王圖)                                                             | 서울 성북구 흥천사길 29                         | 대한불교조계종 흥천사         | 2018년 2월 19일 지정  | ,                                |
| 424호   |      | 진위대 군안궤 (鎭衛隊軍案櫃)                                                              | 서울 종로구 새문안로 55                         | 서울역사박물관                | 2018년 4월 19일 지정  | ,                                |
| 425호   |      | 봉은사 판전 (奉恩寺 板殿)                                                                 | 서울 강남구 삼성동 73                           | 대한불교조계종 봉은사         | 2018년 7월 12일 지정  | ,                                |
| 426호   |      | 지장사 목조여래좌상 및 복장유물 (地藏寺 木造如來坐像 및 腹藏遺物)                         | 서울 동작구 현충로 210                          | 대한불교호국지장사            | 2018년 8월 9일 지정   |                                  |
| 427호   |      | 반야바라밀다심경집해 (般若波羅蜜多心經輯解)                                               | 서울 서초구 나루터로 4길                        | 최현                          | 2018년 10월 18일 지정 |                                  |
| 428호   |      | 소미타참서 (少彌陀參序)                                                                   | 서울 서초구 남부순환로 328길                    | 박영만                        | 2018년 10월 18일 지정 |                                  |
| 429호   |      | 지장보살본원경 (法藏寺 地藏菩薩本願經)                                                    | 서울 중랑구 숙선옹주로 69                       | 법장사                        | 2018년 10월 18일 지정 |                                  |
| 430호   |      | 배자예부운략 권1~3, 권4 (排字禮部韻略 卷1~3, 卷4)                                         | 서울 동대문구 회기로 56                         | 세종대왕기념사업회            | 2018년 10월 18일 지정 |                                  |
| 431호   |      | 비변사계회도 (備邊司契會圖)                                                               | 서울 종로구 새문안로 55                         | 서울역사박물관                | 2018년 10월 18일 지정 |                                  |
| 432호   |      | 백자호 (白磁壺)                                                                           | 서울 종로구 성균관로 성균관대학교 박물관        | 정용호                        | 2018년 12월 13일 지정 |                                  |
| 433호   |      | 운가사 현수제승법수 (蕓伽寺 賢首諸乘法數)                                                 | 서울 강북구 4.19로 28길 101                     | 운가사                        | 2018년 12월 13일 지정 |                                  |
| 434호   |      | 법집별행록절요병입사기 (法藏寺 法集別行錄節要幷入私記)                                    | 서울 중랑구 숙선옹주로 69                       | 법장사                        | 2018년 12월 13일 지정 |                                  |
| 435호   |      | 원응사 묘법연화경 (圓應寺 妙法蓮華經) 卷1~3, 卷4)                                         | 서울 구로구 개봉동 295-12                       | 원응사                        | 2018년 12월 13일 지정 |                                  |
| 436호   |      | 몽산화상법어약록 (蒙山和尙法語略錄)                                                       | 서울 용산구 서빙고로 139                        | 국립한글박물관                | 2019년 2월 14일 지정  |                                  |
| 437호   |      | 무예제보 (武藝諸譜)                                                                       | 서울 용산구 서빙고로 139                        | 국립한글박물관                | 2019년 2월 14일 지정  |                                  |
| 438호   |      | 적조사 신중도 (寂照寺 神衆圖)                                                             | 서울 성북구 흥천사길 49-23                      | 적조사                        | 2019년 2월 14일 지정  |                                  |
| 439호   |      | 자수 연지화조문 방석 (刺繡 蓮池花鳥文 方席)                                               | 서울 송파구 위례성대로 71 한성백제박물관        | (서울특별시 (서울공예박물관)) | 2019년 2월 14일 지정  |                                  |
| 440호   |      | 자수 연지봉황문 방석 (刺繡 蓮池鳳凰文 方席)                                               | 서울 송파구 위례성대로 71 한성백제박물관        | (서울특별시 (서울공예박물관)) | 2019년 2월 14일 지정  |                                  |
| 441호   |      | 자수 '상궁청신녀'명 연화봉황문 방석 (刺繡 ‘상궁청신녀’銘 方席)                            | 서울 송파구 위례성대로 71 한성백제박물관        | (서울특별시 (서울공예박물관)) | 2019년 2월 14일 지정  |                                  |
| 442호   |      | 자수 '아미타불'명 번 (刺繡 '阿彌陀佛'銘 方席)                                             | 서울 송파구 위례성대로 71 한성백제박물관        | (서울특별시 (서울공예박물관)) | 2019년 2월 14일 지정  |                                  |
| 443호   |      | 자수 연화당초문 현우경 표지 (刺繡 蓮花唐草文 賢愚經 表紙)                                 | 서울 송파구 위례성대로 71 한성백제박물관        | (서울특별시 (서울공예박물관)) | 2019년 2월 14일 지정  |                                  |
| 444호   |      | 논어언해 권3 (論語諺解 卷3)                                                               | 서울 동대문구 회기로 56                         | 세종대왕기념사업회            | 2019년 2월 14일 지정  |                                  |
| 445호   |      | 묘법연화경 (妙法蓮華經)                                                                   | 서울 중랑구 숙선옹주로 69                       | 법장사                        | 2019년 4월 4일 지정   |                                  |
| 446호   |      | 선학원 신중도 (禪學院 神衆圖)                                                             | 서울 종로구 윤보선길 35-4                       | 재단법인 선학원               | 2019년 4월 4일 지정   |                                  |
| 447호   |      | 영가대사증도가 남명천선사계송(언해) (永嘉大師證道歌 南明泉禪師繼頌(諺解))                 | 서울 동대문구 회기로 56                         | 세종대왕기념사업회            | 2019년 6월 7일 지정   |                                  |
| 448호   |      | 자치통감강목 권11 (資治通鑑綱目 卷11)                                                     | 서울 동대문구 회기로 56                         | 세종대왕기념사업회            | 2019년 6월 7일 지정   |                                  |
| 449호   |      | 역정감구봉수지도 (驛亭感舊奉壽之圖)                                                       | 서울 중구 다산로32                              | 유상우                        | 2019년 6월 7일 지정   |                                  |
| 450호   |      | 예수시왕생칠재의찬요 (預修十王生七齋儀纂要)                                               | 서울 서초구 남부순환로                          | 박영만                        | 2019년 8월 1일 지정   | [ 깨진 링크 ( 과거 내용 찾기 ) ] |
| 451호   |      | 묘법연화경 권1-2 (妙法蓮華經 卷1-2)                                                       | 서울 서초구 남부순환로                          | 박영만                        | 2019년 8월 1일 지정   | [ 깨진 링크 ( 과거 내용 찾기 ) ] |
| 452호   |      | 선종영가집 (禪宗永嘉集)                                                                   | 서울 중랑구 숙선옹주로 69                       | 법장사                        | 2019년 8월 1일 지정   | [ 깨진 링크 ( 과거 내용 찾기 ) ] |
| 453호   |      | 옥추경 (玉樞經)                                                                           | 서울 중랑구 숙선옹주로 69                       | 법장사                        | 2019년 8월 1일 지정   | [ 깨진 링크 ( 과거 내용 찾기 ) ] |
| 454호   |      | 속자치통감강목 권7 (續資治通鑑綱目 卷7)                                                   | 서울 동대문구 회기로 56                         | 세종대왕기념사업회            | 2019년 8월 1일 지정   | [ 깨진 링크 ( 과거 내용 찾기 ) ] |
| 455호   |      | 주역전의대전 (周易傳義大全)                                                               | 서울 마포구                                     | 노성래                        | 2019년 12월 5일 지정  |                                  |
| 456호   |      | 선조 기축년사초 (宣祖 己丑年史草)                                                         | 서울 종로구                                     | 성균관대학교                  | 2019년 12월 5일 지정  |                                  |
| 457호   |      | 금강경삼가해 권1 (金剛經三家解 卷一)                                                      | 서울 강남구                                     | 한기수                        | 2019년 12월 5일 지정  |                                  |
| 458호   |      | 근사록 (近思錄)                                                                           | 서울 마포구                                     | 노성래                        | 2019년 12월 5일 지정  |                                  |